# إيك بون
إيك بون (بالإنجليزية: Ike Boone) هو لاعب كرة قاعدة أمريكي، ولد في 17 فبراير 1897 في Samantha, Alabama ‏ في الولايات المتحدة، وتوفي في 1 أغسطس 1958 في نورث بورت في الولايات المتحدة.

## وصلات خارجية
- إيك بون على موقع دوري كرة القاعدة الرئيسي (الإنجليزية)
- إيك بون على موقعبيزبول رفرنس.كوم (الدوري الرئيسي) (الإنجليزية)
- إيك بون على موقعبيزبول رفرنس.كوم (الدوري الثانوي) (الإنجليزية)